# Zdeněk Svěrák
Zdeněk Svěrák (Praga, 28 de marzo de 1936) es un humorista, dramaturgo y guionista checo, letrista y ante todo actor.

## Biografía
Zdeněk Svěrák estudiaba la lengua checa y literatura en la Universidad pedagógica. Después de una temporada corta de la práctica magistral en los aňos 1958 - 1961 trabajó como redactor en la radio checoslovaca (1961-1969). 
Zdeněk Svěrák trabajó toda la vida como si tuviera mucha prisa, pero a sus setenta aňos ya disfruta más tiempo de la actividad creativa. Todavía está muy activo dramáticamente en el teatro de Jara Cimrman, que suele estar constantemente lleno y que ofrece más de 14 obras de teatro.

## La obra
Zdeněk Svěrák creó a Jára Cimrman, una figura ficticia, junto con Ladislav Smoljak y Jiří Šebánek. Es el cofundador del Teatro de Jara Cimrman y coautor de las parodias que se representaban allá. Escribió muchas obras con su hijo Jan. Su primer largometraje se llamaba Jára Cimrman, ležící, spící (Jára Cimran, tumbado, durmiendo). Su coautor fue precisamente el personam ficticio que él mismo había creado, Cimrman.
Su otro largometraje fue Kolja, cudo guion lo escribió Zdeněk Svěrák, y su hijo, Jan Svěrák,  lo dirigió completamente. Esta película obtuvo el premio de Siete leones Checos y dos premios mundiales: Un Oscar y Un Globo dorado. Otras películas que fueron nombradas para los Oscar fueron Vesničko má, středisková (Mi aldeíta) y Obecná škola (Escuela primaria).
Aparte del cine y el arte dramático se dedicó Zdeněk Svěrák también a escribir letras de canciones. Compuso la letra para la canción checa Holubí dům (La casa de las palomas) – cuál la cantó Jiří Schelinger. También trabajó en la composición de canciones para ňiňos con Jaroslav Uhlíř. Juntos editaron más de un cancionero.

## Filmografía

### Las películas más famosas
- Kolya (Kolja) (1996) - escribió el guion para la película y actuó
- Escuela Primaria (Obecná škola) - escribió el guion para la película y actuó
- Mi aldeíta (Vesničko má, středisková) - escribió el guion para la película.  Es una de las obras más conocidas que se produjo esencialmente por equivocación porque Svěrák obtuvo el dinero por el guion dos veces por error y por eso tuvo que crear rápidamente otro guion.
- El ciruelo (Švestka) - obra de teatro (Jára Cimrman), escrita junto con Ladislav Smoljak

## Curiosidad
Por último, un pensamiento de Zdeněk Svěrák: «El humor es una cualidad que tiene esta nación y con la que resuelve sus problemas, sus desgracias y su impotencia. Lo ha salvado muchas veces y por eso deberíamos apreciarlo».